# Kamienny Dom w Braniewie
Kamienny Dom w Braniewie (niem. Steinhaus) – jeden z najokazalszych budynków miasta do 1945 roku, należący do kompleksu szkół jezuickich Hosianum w Braniewie. W 1945 zbombardowany, współcześnie niezachowany.

## Historia Kamiennego Domu
Budynek po raz pierwszy w historii miasta został wzmiankowany w 1486 roku. Nazwa Steinhaus nie oznaczała, że dom został wybudowany z kamienia, lecz był to wyróżnik jednej z pierwszych murowanych kamienic w mieście. Najpierw należał do rodziny von Daritten. W 1534 roku najpierw połowę, a później cały dom (1544) wykupiła zamożna rodzina szlachecka von Preuck. Preuckowie pełnili najwyższe urzędy w biskupstwie warmińskim, byli m.in. burgrabiami braniewskimi. W okolicy posiadali takie majątki jak Różaniec, Rogity, Wierzno Wielkie, Bogdany, Pierławki, Bażyny. Kamienny Dom był wówczas główną siedzibą tego rodu.

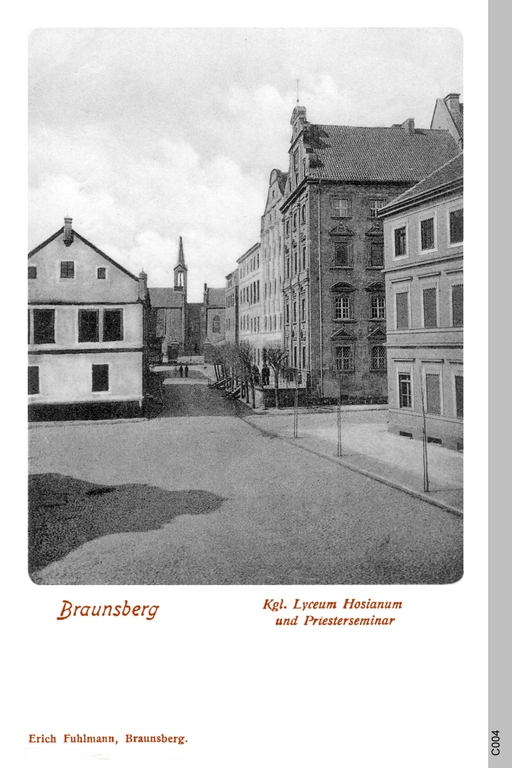
Po prawej za pocztą budynek Kamiennego Domu, na wprost, na końcu Collegienstraße, widoczny fragment kościoła gimnazjalnego, po lewej pada cień ratusza miejskiego

### Alumnat Papieski w Braniewie

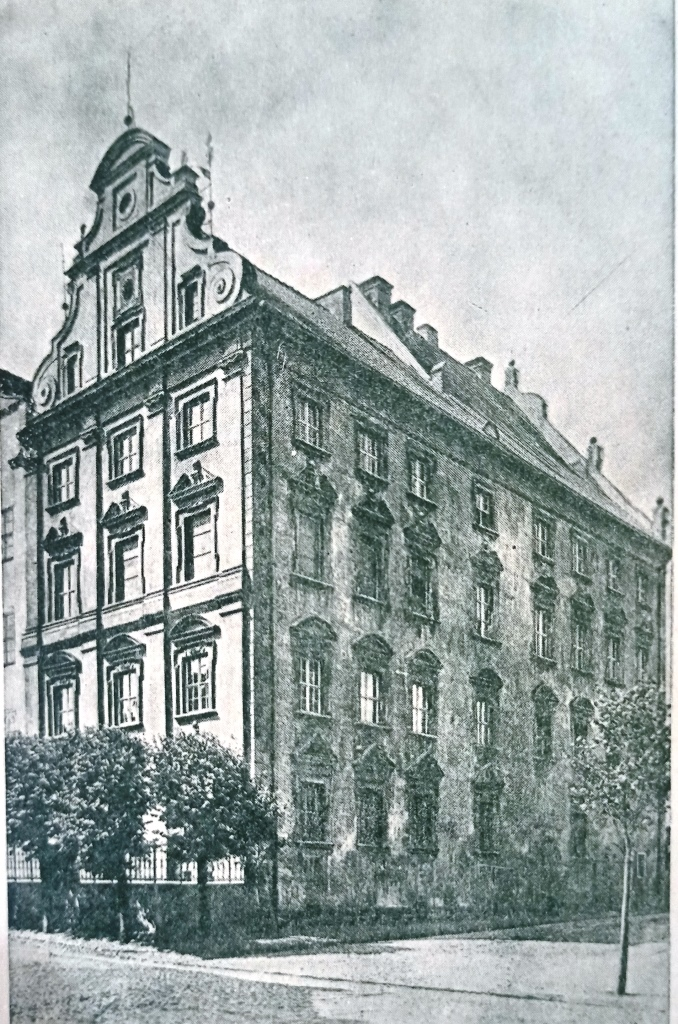
Kamienny Dom na widokówce z 1933 roku

W 1564 roku biskup warmiński Stanisław Hozjusz sprowadził jako pierwszy jezuitów na ziemie polskie i osadził ich w Braniewie. W 1565 roku zostało utworzone w mieście pierwsze w kraju seminarium kształcące przyszłych kapłanów (nazwane później Collegium Hosianum). Obok seminarium diecezjalnego przy jezuickim kolegium powstało, zatwierdzone bullą papieża Grzegorza XIII 10 grudnia 1578 i oficjalnie erygowane 15 marca 1581 staraniem legata papieskiego Antonia Possevina, drugie większe seminarium papieskie (inna nazwa: alumnat papieski).
Jak pozostałe alumnaty papieskie miał on służyć celom misyjnym, szczególnie na terenach północnej Europy. O wyborze Braniewa zadecydowało kilka czynników. Braniewo było miastem portowym i położone było między miastami portowymi: Gdańskiem i Królewcem. Ponadto Braniewo posiadało już kolegium i seminarium duchowne, nie było więc problemu z kadrą pedagogiczną. Kapłani wykształceni w Alumnacie przeznaczeni byli się do pracy misyjnej, przede wszystkim do państw protestanckich: Szwecji, Norwegii, Danii, Finlandii, Prus, Łotwy i Estonii. Przewidziano również pracę misyjną na terenie Rusi.

### Zakup Kamiennego Domu
Na potrzeby funkcjonowania Alumnatu Papieskiego w Braniewie należało znaleźć odpowiednią siedzibę. Najpierw na ten cel Antonio Possevino zakupił leżące po sąsiedzku dwa niewielkie domy, a gdy alumnów zaczęło przybywać, prefekt seminarium zakupił trzeci.
W 1600 dzięki poparciu biskupa Rudnickiego alumnat przeniósł się do Kamiennego Domu, choć działo się to przy sprzeciwie rady miasta, gdyż w obrębie murów obronnych miejsce było bardzo ograniczone, a jezuici przejęli już klasztor franciszkański i wykupili kilka innych budynków. Jezuici nabyli w końcu ten budynek w 1614, wypłacając radzie sumę 500 grzywien odstępnego. Niebawem, w 1626 roku, w czasie wojny trzydziestoletniej, Braniewo wpadło na 9 lat w ręce Szwedów, którzy – oprócz ograbienia szkoły z bogatego księgozbioru – obrali Kamienny Dom za miejsce siedziby swojego dowództwa (z królem Gustawem II Adolfem). 12 września 1635 roku, gdy podpisano rozejm w Sztumskiej Wsi, Braniewo powróciło do Polski. Uroczystość przekazania miasta wojskom polskim miała miejsce w dniu 3 października 1635. Jezuici mogli powrócić do ich budynku, jednak znajdował się on w bardzo złym stanie. Kamienny Dom przeszedł generalny remont w latach 1692–1697. Inicjatorem przebudowy był rektor seminarium Jan Drews, profesor teologii, ale także architekt, teolog i filozof. W 1703 roku, w czasie III wojny północnej, w Kamiennym Domu rezydował kolejny król szwedzki Karol XII. Po przebudowie był to okazały czterokondygnacyjny gmach, ozdobiony wspaniałym szczytem. Wówczas na frontonie umieszczony został napis o fundacji papieża Grzegorza XIII oraz atrybuty władzy papieskiej – tiara i klucze papieskie. Szczyt tylny, od północy, ozdobiono monogramem IHS oraz kluczem świętego Piotra jako wskazówką zegara słonecznego.
Z czasem zapotrzebowanie na misjonarzy zaczęło maleć, a absolwenci alumnatu podejmowali w diecezji warmińskiej. Po 220 latach funkcjonowania, w 1798 alumnat został zlikwidowany, a dom będący jego własnością przejęła diecezja warmińska, przeznaczając go na pomieszczenia seminarium diecezjalnego. Wolne pokoje władze kościelne wynajmowały profesorom liceum i gimnazjum. W 1932 w Braniewie wybudowany został nowy gmach, do którego przeniosło się seminarium. Gimnazjum Hozjanum przemianowano na Szkołę im. Hermanna von Salzy (Hermann-von-Salza-Schule).
Kamienny Dom został zniszczony w wyniku bombardowania 5 lutego 1945 roku. Prowadzone w latach 1955–1959 rozbiórki zniszczyły zabytkowy charakter Braniewa i przekreśliły możliwość odtworzenia oryginalnej zabudowy. Władze państwowe zaniechały też między innymi odbudowy ratusza miejskiego i Kamiennego Domu. Zabytkowy 4-kondygnacyjny Kamienny Dom rozebrano w 1960 roku. W jego miejscu powstał pusty, wyasfaltowany plac (boisko szkolne).